# Ivo Faenzi
Ivo Faenzi (n. 19 aprilie 1932, Grosseto, Toscana, Italia) este un politician italian.